# Biblioteca Barceloneta - La Fraternitat
La Biblioteca Barceloneta - La Fraternitat es una biblioteca pública de la ciudad española de Barcelona, perteneciente a la Red de Bibliotecas Municipales de la Diputación de Barcelona, especializada en obras de restauración gastronómica, hostelería y danza contemporánea.
Creada en 2001, se encuentra emplazada en el tradicional barrio de La Barceloneta, cerca de la playa homónima, en el distrito de Ciudad Vieja. Su edificio, de estilo modernista catalán, fue diseñado en 1917 por el arquitecto Francesc Guàrdia Vidal para la Cooperativa Obrera La Fraternidad, que funcionó allí hasta su disolución en 1974.

## Historia

### Cooperativa Obrera La Fraternidad

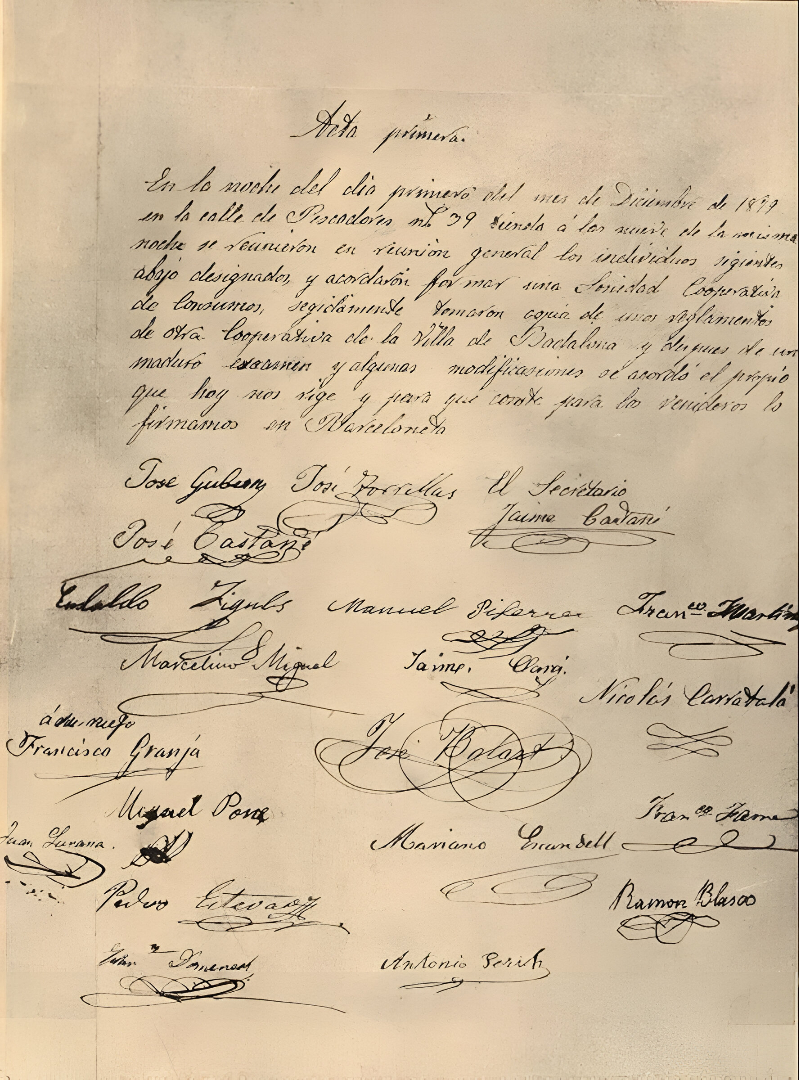
Acta fundacional de 1879.

El 1 de diciembre de 1879, una veintena de trabajadores fundaron la Cooperativa Obrera La Fraternidad, con el propósito de proveerse un autoabastecimiento de productos y servicios basado en la cooperación entre los asociados. En 1885 se instalaron como inquilinos en un edificio de dos plantas en la calle de Sant Carles 9 (cuyo acceso hoy está cerrado y es en realidad el extremo de la biblioteca). En 1899, la cooperativa abrió su propia panadería y en 1910 decidieron comprar el edificio.
En 1917, decidieron derribar el edificio original para construir uno nuevo. Manteniendo el estilo de las cooperativas de la época, en su planta baja se dispuso una bodega, un almacén y una tienda, esta última accesible por la calle Sant Carles; en la primera planta, un café y una biblioteca; en la segunda, la sala de actos; y en la tercera, un almacén y locales administrativos, la sala de juntas y la secretaría. Además de proveer a los socios de productos a precios más económicos, la cooperativa organizaba actividades culturales, servicio de biblioteca, coral y conferencias.
Durante la dictadura franquista, las esculturas de la fachada principal del edificio fueron ocultadas, por representar valores cooperativistas. La Fraternidad fue perdiendo importancia desde 1960, hasta ser finalmente disuelta en 1974, un año antes de la muerte de Franco.
|                               |
| Edificio original hasta 1916. |

|                         |
| Café de la cooperativa. |

|                |
| Sala de actos. |

|                     |
| Antigua biblioteca. |

### Nueva vida del edificio
Tras la disolución de la cooperativa, la planta baja del edificio fue utilizada como sucursal de La Caixa. El edificio se convirtió en la Biblioteca Barceloneta-La Fraternitat el 21 de mayo de 2001. El acceso original por la calle Sant Carles fue cerrado con ventanales, dejándose como acceso principal el costado por la actual calle Felícia Fuster i Viladecans, antes llamada Conde de Santa Clara.
Los antiguos libros de la biblioteca de la Cooperativa Obrera La Fraternidad, situada entonces en la azotea del edificio, fue reubicada en la Biblioteca Pública Arús.

## Arquitectura

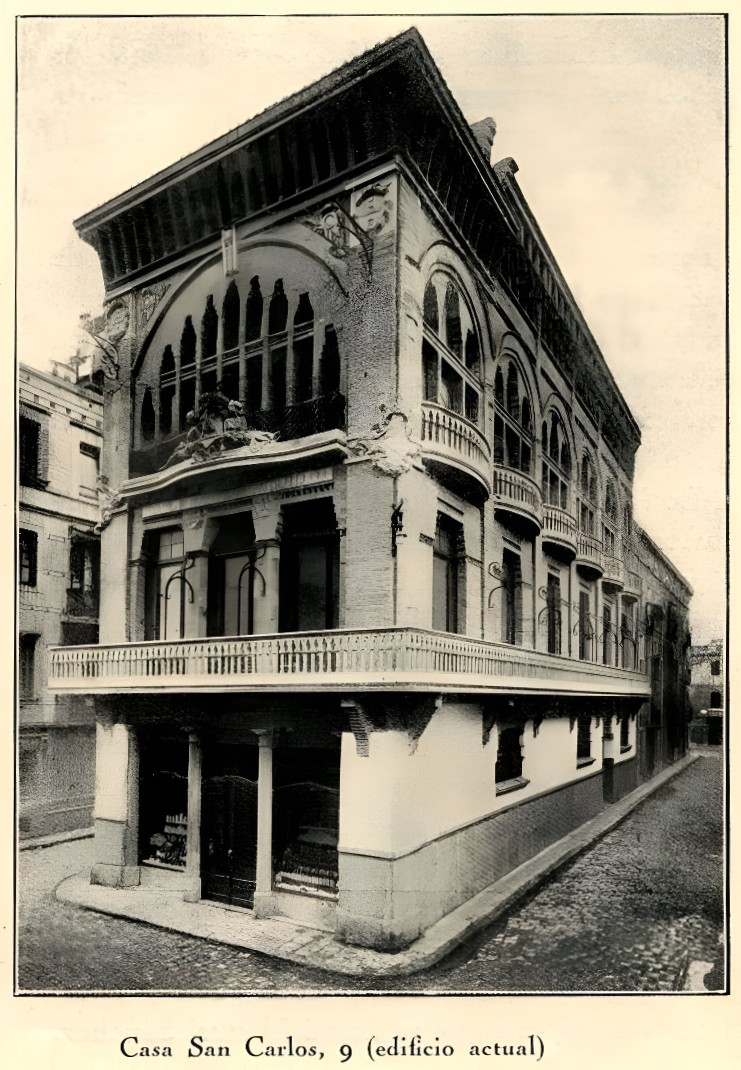
El edificio data de 1917.

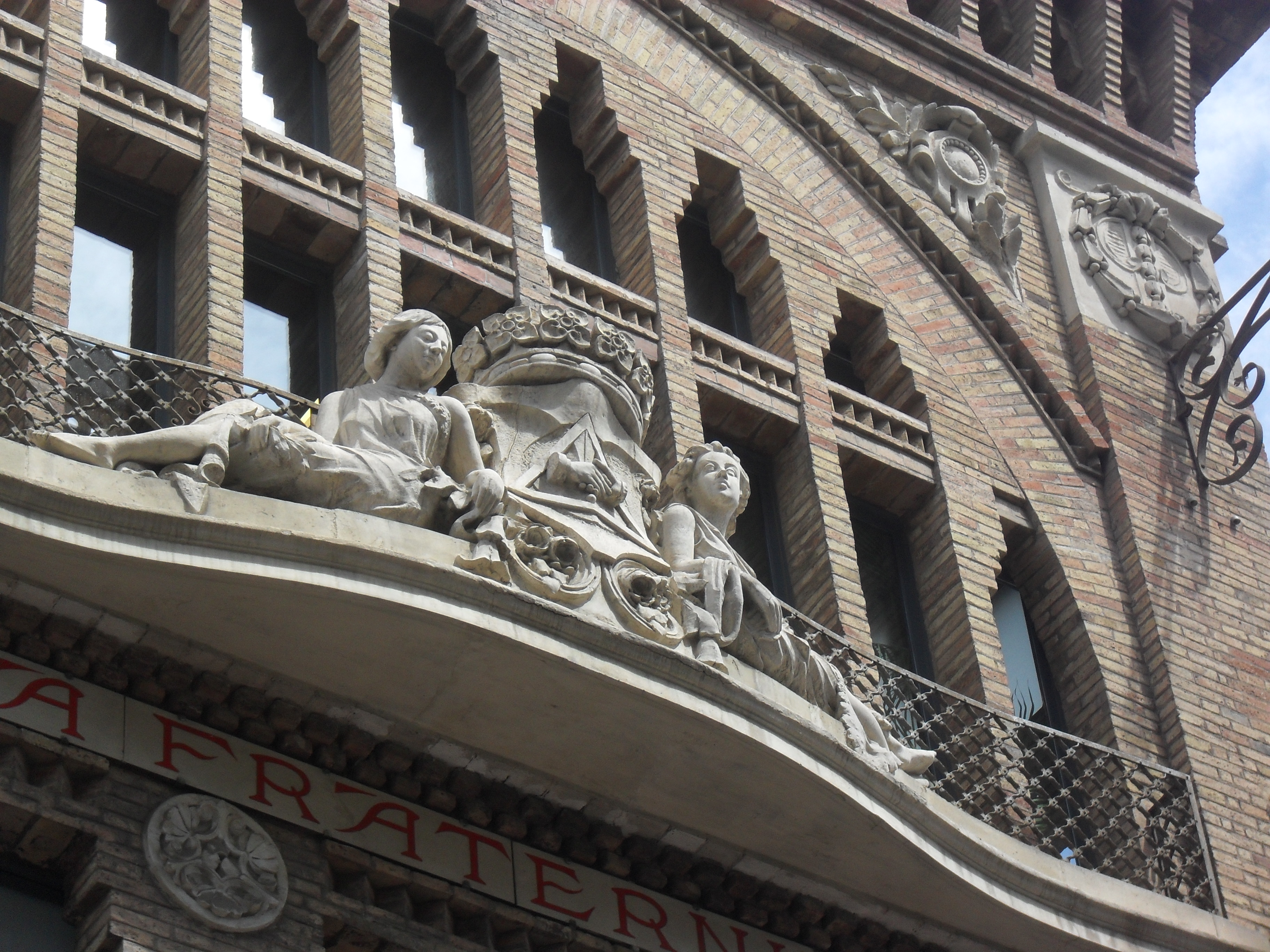
Detalle de las esculturas de la fachada principal.

El edificio, con una superficie total de 836 m², ocupa la mitad de una estrecha manzana rectangular, típica de la urbanización del barrio, con fachada a las calles de Los Pescadores, Sant Carles, y Felicia i Viladecans.
Fue diseñado por el arquitecto barcelonés Francesc Guàrdia Vidal, yerno y frecuente colaborador de Lluís Domènech i Montaner, y uno de los responsables de la construcción de destacados edificios, tales como el Palacio de la Música Catalana. Se trata de un edificio de cuatro plantas, de estilo modernista catalán, inspirado en la Casa del Pueblo de Alejandro Lerroux. Su cubierta es de doble vertiente, y su planta superior le da un aspecto monumental a la obra. En esta planta superior destaca el ladrillo caravista, y posee una serie de aberturas englobadas bajo un arco de medio punto, que pueden recordar al Arco de Triunfo de Barcelona.
Las fachadas laterales se unen a la planta baja por un balcón corrido con barandilla de hierro, originalmente de terracota. En la fachada principal, por la calle Sant Carles, destacan dos esculturas femeninas, sello de La Fraternidad. Entre ellas, dos manos que se estrechan enmarcadas sobre un triángulo, que podrían representar el emblema de la Alianza Cooperativa Internacional o un símbolo masónico. En la planta baja de esta fachada principal, cuatro columnas dóricas enmarcaban el antiguo acceso a la tienda de la Cooperativa. Actualmente, tras ellas se sitúa un gran ventanal que aporta luz exterior a la biblioteca.
Actualmente el ingreso al edificio es por la calle Felícia Fuster i Viladecans. En su interior, las plantas libres y diáfanas originales se conservan hasta hoy. Dichas plantas están diseñadas a base de pilares y jácenas de hierro, que facilitaron la adaptación del edificio a su uso como biblioteca. La disposición del interior de la misma puede generar una sensación de laberinto.

## Acervo y servicios

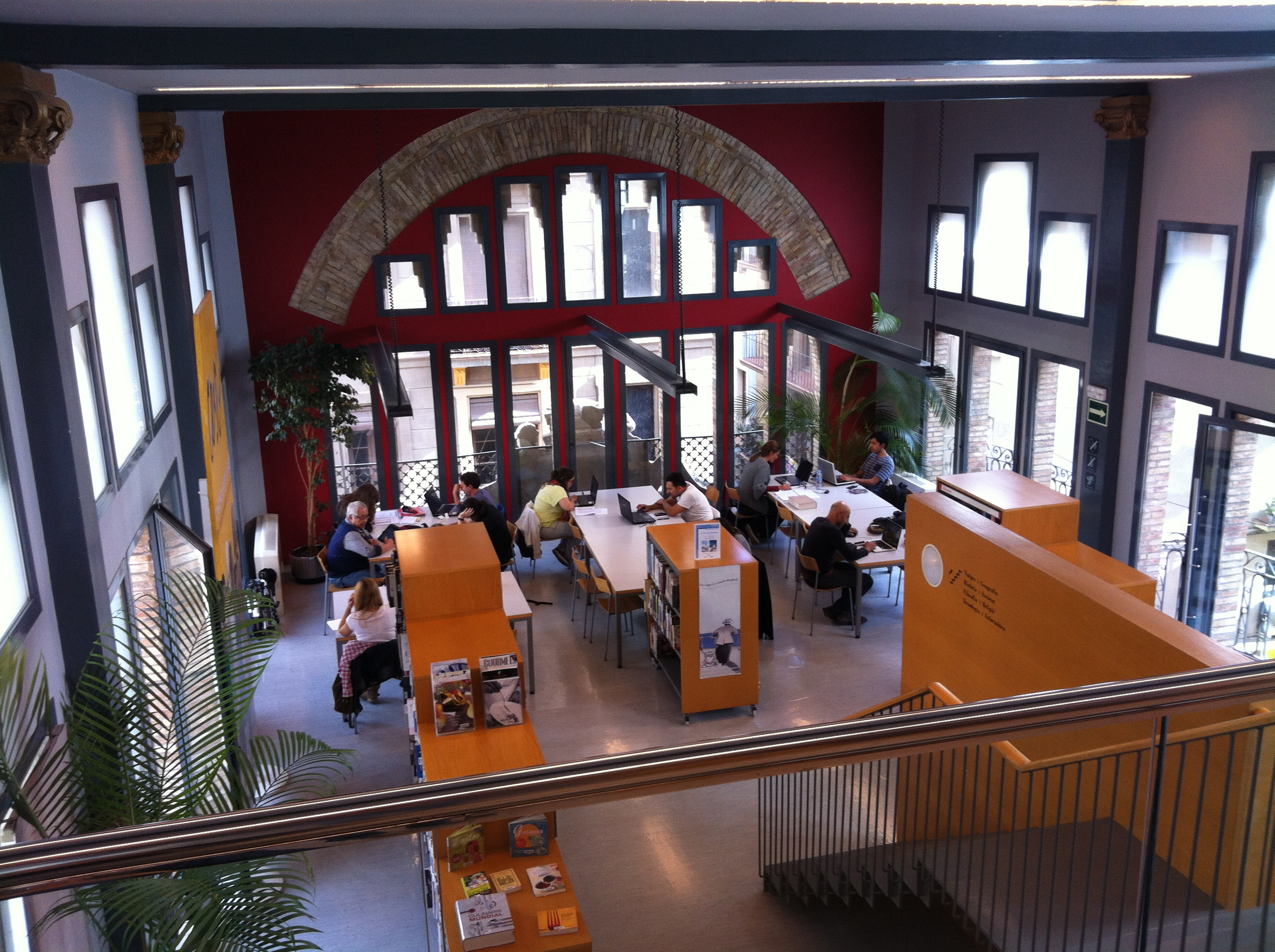
Interior de la biblioteca en 2014.

Esta biblioteca se especializa en obras de restauración gastronómica, hostelería y danza contemporánea, esta última temática debido a su vínculo con el Centro Cívico Barceloneta. También posee una colección de literatura infantil sobre el ámbito marino, y otra sobre el barrio de La Barceloneta.
Además de su catálogo de libros y contenido audiovisual, la biblioteca ofrece presentaciones de artistas locales, así como talleres, proyectos y programas de fomento de la lectura en centros educativos, inserción laboral juvenil en el comercio local, alfabetización digital, entre otros.
Al año 2013, la biblioteca contaba con siete trabajadores, una colección documental de 47 mil volúmenes, 88 puntos de lectura, 20 computadoras para uso público, además de wifi de acceso gratuito. Al menos por entonces funcionaba 38.30 horas semanales en invierno, y 35 horas semanales en verano.